# Perswazje (film 2022)
Perswazje (ang. Persuasion) – amerykański film fabularny z 2022 roku. Adaptacja powieści Perswazje autorstwa Jane Austen.

## Fabuła
Anna Elliot została przekonana przez swoją rodzinę do rezygnacji z wyjścia za mąż za Fryderyka Wentwortha. 8 lat po tym zdarzeniu kapitan Wentworth ponownie zjawia się w życiu Anny, żyjącej ze snobistyczną rodziną na skraju bankructwa.

## Obsada
- Dakota Johnson jako Anna Elliot,
- Cosmo Jarvis jako Fryderyk Wentworth,
- Richard E. Grant jako sir Walter Elliot, ojciec Anny,
- Yolanda Kettle jako Elżbieta Elliot, siostra Anny,
- Simon Paisley Day jako pan Shepherd,
- Nikki Amuka-Bird jako lady Russell,
- Lydia Rose Bewley jako Penelope Clay,
- Agni Scott jako pani Croft, żona admirała,
- Stewart Scudamore jako admirał Croft,
- Mia McKenna-Bruce jako Mary Musgrove, siostra Anny Elliot i żona Karola Musgrove,
- Ben Bailey-Smith jako Karol Musgrove,
  - Hardy Yusuf jako młody Karol Musgrove,
- Nia Towle jako Louisa Musgrove, siostra Karola
- Izuka Hoyle jako Henrietta Musgrove, siostra Karola
- Jake Siame jako James Musgrove,
- Eve Matheson jako pani Musgrove, matka Karola,
- Gary Beadle jako pan Musgrove, ojciec Karola.